# Ugo Cavallero
Ugo Cavallero (né à Casale Monferrato le 20 septembre 1880 et mort le 14 novembre 1943 à Frascati) est un militaire et homme politique italien, promu maréchal d'Italie en 1942.

## Biographie

### La formation et la guerre de Libye
En 1898, Ugo Cavallero suit une formation à l'École militaire de Modène, en 1900 il est sous-lieutenant d'infanterie. En 1904, lieutenant, il enseigne à l'École centrale de tir de Parme puis il entre à l'École de guerre dont il sort major en 1911.
En 1912, il est promu capitaine et envoyé en Libye (sous domination turque) où la guerre de conquête a cours où il reçoit en 1913 la médaille de bronze de la valeur militaire pour les combats en Cyrénaïque. De retour en Italie, il est affecté au 1er régiment alpin.

### La Première Guerre mondiale
En mai 1915, à l'entrée de l'Italie dans la Première Guerre mondiale, il affecté au commandement suprême en qualité de secrétaire du chef d'État-Major de l'armée et est promu major en décembre. De grande culture et d'intelligence vivace, il est apprécié pour son sens de l'organisation et reçoit la croix de cavalier de l'ordre militaire d'Italie en 1916 et la promotion de colonel en 1917. Les plans opérationnels des batailles de Piave et Vittorio Veneto  sont en grande partie le résultat de ses travaux. En  1918, il est promu général de brigade. En 1919, il est président de la commission militaire italienne au comité interallié de Versailles puis en 1920 il quitte l'armée et rentre dans la direction de la société Pirelli.

### La Seconde Guerre mondiale
En 1925, Cavallero est rappelé après l'accession au pouvoir de Benito Mussolini, il est nommé sous-secrétaire à la Guerre sous Pietro Badoglio et avec lui, il met en place la nouvelle organisation de l'armée de 1926. Cette même année, il devient sénateur et comte et l'année suivante général de division. Entré en désaccord avec Badoglio, il démissionne et retourne dans l'industrie. En 1933, il est le délégué italien à la conférence de Genève sur le désarmement et est rappelé en 1937, promu général de corps d'armée, il est envoyé en Afrique orientale, à peine conquise, pour prendre le commandement des troupes (1938).
En 1939, il est rappelé en raison des désaccords avec le vice-roi le prince Amédée d’Aoste, il devient vice-président de la commission économique et militaire pour l'application du Pacte d'acier avec l'Allemagne.
Cavallero est promu en 1940 général d'armée et le 5 décembre 1940, il est nommé chef d'État-Major général après la démission de Badoglio, héritant d'une situation difficile. Il prend le commandement des troupes en Albanie et réussit à arrêter l'avance des Grecs en janvier 1941. De retour à Rome, il obtient tous les pouvoirs sur les chefs d'état-major des trois armes et réorganise le commandement suprême. Le 1er juillet 1942, il est promu maréchal d'Italie surtout pour lui donner un titre équivalent à celui d'Erwin Rommel.
À partir de ce moment commence sa chute politique et militaire. Le 31 janvier 1943 après les défaites en Russie et en Afrique, il est destitué de sa charge et remplacé par le général Vittorio Ambrosio. Après le 25 juillet 1943 et la destitution de Mussolini, Badoglio le fait arrêter, mais il est libéré par le roi Victor-Emmanuel III avant d'être de nouveau arrêté pour complot.

### Le mystère de son décès
Au fort Boccea, Cavallero dicte au général Carboni, chef des services d'informations militaires, un document connu comme le Mémoire Cavallero dans lequel il revendique le mérite d'avoir conspiré contre Mussolini dès 1942 et il semblerait que les Allemands aient trouvé ce document ce qui le mettait dans une situation difficile surtout que libéré par les Allemands le 12 septembre, il est emmené auprès du haut commandement où il apprend par son ami le maréchal Albert Kesselring qu'Hitler veut lui confier les forces italiennes de la République sociale italienne. Cavallero aurait refusé et le matin du 14 novembre 1943, alors qu'il doit rejoindre Munich, il est retrouvé dans le jardin de l'hôtel Belvedere di Frascati, une balle dans la tempe droite.
Une autre version évoque le désespoir provoqué par la reddition aux troupes alliées et la trahison envers l'alliance avec l'Allemagne.
La controverse réside aussi dans le fait qu'il se soit suicidé ou que les Allemands l'aient assassiné.

## Décorations
- Médaille de la valeur militaire
  - en Bronze
  - en Argent
- Croix du Mérite de guerre
- Croix d'or pour années de service (40 ans)
- Médaille de la  guerre italo-autrichienne 1915–1918
- Médaille pour l’indépendance
- Médaille interalliée 1914-1918
- Médaille de la guerre italo-turque 1911-1912
- Croix de chevalier de la croix de fer le 19 février 1942 en tant que Generale di Corpo d'Armata et chef d'état-major général du commandement suprême italien[1]

## Autres activités
En 1907 il est initié en franc-maçonnerie dans la loge « Dante Alighieri » de Turin, à l'obédience du Grand Orient d'Italie. Ensuite il est affilié à la loge « Nazionale » de Rome, à l'obédience de la grande loge de Rite écossais ancien et accepté, le 15 août 1918 il est élevé au 33e dernier degré du rite.